# Sirmur

Briefmarke von Sirmur (1895)

Sirmur (Englisch auch Sirmoor) war einer der Fürstenstaaten in den Ausläufern des Himalaya. Als einer der 18 Shimla Hill States, die administrativ damals zum Punjab in Britisch-Indien gehörten. Sirmur hatte 1941 eine Fläche von 2709 km² und 170.000 Einwohner und schloss sich am 15. April 1948 mit 30 anderen kleinen Fürstentümern zum Staatenbund Himachal Pradesh zusammen. Alle Fürstenstaaten wurden am 1. November 1956 aufgelöst.

## Geschichte
Das Fürstentum wurde in Rajban von Soba Rawal aus Jaisalmer gegründet. Das Geschlecht ist rajputischer Herkunft. Es herrschte in der Region im nach dem Hauptort Nahan genannten Staat seit 1095. Im 12. Jahrhundert vergrößerten seine Nachfolger das Gebiet durch Eroberungen. 1621 wurde die neue Hauptstadt Nahan gegründet. Im 17. Jahrhundert kämpften die Rajas im Dienste der Großmoguln.
Das Ländchen Taroch (ca. 280 km², 1891: 3216 Einwohner) wurde dem Thakur verliehen. Es wurde nepalesisch besetzt 1803-15, wobei der Fürst nominell Herrscher blieb. Nach der Vertreibung der Gurkhas durch die Expedition von Sir David Ochterlony kam es 1815 unter britisches Protektorat. Raja Amar Prakash (1911–1933) wurde 1918 zum Maharaja erhoben.
Sirmur hatte 1879–1901 eine eigene Staatspost und eigene Briefmarken.

## Stammbaum der Dynastie
Innerhalb der Familie war es üblich, dass der jeweilige Herrscher bei Amtsantritt den Namensbestandteil Singh in Prakash änderte.

### Herrscher 1616–1803
- Karam Prakash (r. 1616–30)
- Mandhata Prakash (r. 1630–54)
- Sobhag Prakash (r. 1654–64)
- Budh Prakash (r. 1664–84)
- Mat Prakash (r. 1684; † 1704)
- Hari Prakash (r. 1704–12)
- Bijay Prakash (r. 1712; † 1736)
- Pratap Prakash (r. 1736; † 1754)
- Kirat Prakash (r. 1754; † 1770)
- Jagat Prakash (r. 1770; † 1789)
- Dharam Prakash (r. 1789; † 1793)
- Karam Prakash II. (r. 1793–1803, nomineller Herrscher bis 1815; † 1820)
- Ratam Prakash, von den Gurkhas 1803 eingesetzt, wurde im folgenden Jahr von den Briten gehängt.

### Ab 1815
Karam Prakash II. war zur Zeit der Befreiung Herrscher, er wurde jedoch wegen Unfähigkeit von den Briten gestürzt. Sein Sohn Fatah Prakash (* 1809, † 1850) wurde zum 21. September 1815 von Britannias Gnaden eingesetzt, er musste jedoch einige Gebiete und Rechte, teils an die Briten, teils an Keonthal abtreten. In allen politischen Fragen hatte er sich vom Kommissar für die Shimla Hill States „beraten“ zu lassen. Todesurteile mussten von Delhi bestätigt werden. Bis 1827 fungierte die Rani Guleri als Regentin. Die Ranas von Jabbal und Balsan (beide bis 1815 Sirmur tributpflichtig) stammten ebenfalls aus diesem Haus.
1. Generation
1. Raghbir Prakash (* 1827, reg. Juni 1850, † 20. Juni 1856); eine Tochter wurde verheiratet mit dem Raja von Lambagraon (Kangra).
2. Surjan Singh († 1881), Sohn: Ranjor Singh († 1874)
3. Bir Singh († 1882)

2. Generation (Söhne Raghbirs)
1. Shamsher Prakash (* 1842; reg. ab 4. Juli 1857, † 2. Okt. 1898) G.C.S.I, 1887. Verheiratet mit den beiden Töchtern des Rajas von Keonthal, nach dem Tode beider erneute Hochzeit. Progressiver Herrscher, modernisierte Verwaltung und Armee nach britischem Vorbild.
2. Kanwar Surat Singh (* 1853); sein Sohn starb als Kleinkind 1888

3. Generation
1. Surandar (= Surendra) Bikram Prakash, K.C.S.I. (* 1864 oder 1867?, reg. 1898, † 4. Juli 1911)
2. Bir Bikram Singh (* 1870)

4. Generation
- Amar Prakash (* 26. Jan. 1888, † 13. Aug. 1933; reg. 1911-33), Maharaja seit 1918

5. Generation
- Rajendra Prakash (* 10. Jan. 1913, † 13. Nov. 1964; reg. ab Nov. 1933 – 15. Aug. 1947, bis 22. Nov. 1938 unter Regentschaft der Maharani Mandalasa)